# Орлеанската дева (Фридрих Шилер)
„Орлеанската дева“ (на немски: Die Jungfrau von Orleans) е трагедия на германския поет Фридрих Шилер, поставена за пръв път в Лайпциг на 11 септември 1801 година.
Сюжетът се основава на живота на френската национална героиня от XV век Жана д'Арк и нейната борба срещу английските нашественици. Това е една от най-често поставяните пиеси на Фридрих Шилер и е използвана като драматургична основа на оперите „Жана д'Арк“ от Джузепе Верди и „Орлеанската дева“ от Пьотър Чайковски.